# Herb Radziejowa
Herb Radziejowa – jeden z symboli miasta Radziejów w postaci herbu, zatwierdzony w statucie miasta z 29 września 2009. Wizerunek herbu pochodzi z XIV wieku.

## Wygląd i symbolika
Herb przedstawia w błękitnym polu tarczy herbowej trzy białe, blankowane, wolnostojące wieże obronne z czerwonymi stożkowatymi dachami. Środkowa baszta jest najszersza, posiada otwartą bramę, a nad nią okno w kształcie trójlistnej koniczyny. Dach zwieńcza krzyż łaciński. Boczne wieże mają po jednym oknie łukowym, a dachy zakończone są białymi kulami. Poniżej, pod środkową wieżą, złota misa z białą głową świętego Jana Chrzciciela.
Wieże nawiązują do klasztoru w Mogilnie, do którego przez długi czas należało miasto.